# UFC on Fox: Teixeira vs. Evans
UFC on Fox: Teixeira vs. Evans (también conocido como UFC on Fox 19) fue un evento de artes marciales mixtas celebrado por Ultimate Fighting Championship el 16 de abril de 2016 en el Amalie Arena, en Tampa, Florida.

## Historia
El evento estelar contó con el combate de peso semipesado entre Glover Teixeira y Rashad Evans.
Originalmente, el evento estelar tenía previsto enfrentar a Khabib Nurmagomedov y Tony Ferguson, en una eliminatoria por el título. Sin embargo, el 5 de abril, se anunció que Ferguson se había retirado del combate por un problema pulmonar. Dos días después, se anunció que Darrell Horcher sería el rival de Nurmagomedov.

## Premios extra
Cada peleador recibió un bono de $50,000.
- Pelea de la Noche: Elizeu Zaleski dos Santos vs. Omari Akhmedov
- Actuación de la Noche: Glover Teixeira y Michael Chiesa